# Deres erdeipocok
A deres erdeipocok (Myodes rufocanus, korábban Clethrionomys rufocanus) az emlősök (Mammalia) osztályának rágcsálók (Rodentia) rendjébe, ezen belül a hörcsögfélék (Cricetidae) családjába és a pocokformák (Arvicolinae) alcsaládjába tartozó faj.

## Előfordulása
Finnország, Norvégia, Svédország, Oroszország, Kína, Japán, Észak-Korea és Mongólia területén honos. Sziklás, magasabb fekvésű tájak lakója.

## Megjelenése
Az állat a 11-13 centiméteres testnagyságával jóval nagyobb, mint a sarki erdeipocok (Myodes rutilus). Bundája túlnyomóan szürke, hátoldala vörhenyes árnyalatú, hasoldala krémszínű.
Erős, nagy fogai miatt az angol „nagyfogú” erdeipocoknak nevezi.